# Habbánijja
Habbánijja, Habbaniya vagy Habanyah (arabul:الحبانية) város Al Ánbár tartományban Irakban, körülbelül 90 km-re Bagdadtól nyugatra, Ramádi közelében fekvő város. Becsült népessége a 2008-as adatok szerint 74 217 fő volt.

## Története
Habbánijja Fallúdzsától 18 km-re fekvő település. Habbánijjától 5 km-re délre található a Habbánijja-tó. A tavat a folyóval és a Razaza-tóval csatorna köti össze. A tó a bagdadiak híres üdülő és kirándulóhelye volt, melyet alacsony dombsor választ el az Eufrátesszel párhuzamosan futó 10-es úttól. A tó vize különösen ősszel és tavasszal kellemes csónakázó helynek számított.